# Prix Ada-Lovelace
Pour les articles homonymes, voir Lovelace.
Le prix Ada Lovelace (Ada Lovelace Award) est un prix scientifique décerné en l'honneur de la mathématicienne et programmeuse anglaise Ada Lovelace, par l'Association for Women in Computing.

## Histoire
Fondé en 1981, sous le nom de Service Award, qui a été décerné à Thelma Estrin, il a été nommé Augusta Ada Lovelace Award, l'année suivante,.
Le prix est décerné aux personnes qui ont excellé dans l'un des deux domaines suivants : réalisation scientifique/technique exceptionnelle et/ou service extraordinaire à la communauté informatique par le biais de réalisations et de contributions au nom des femmes dans l'informatique.

## Lauréates

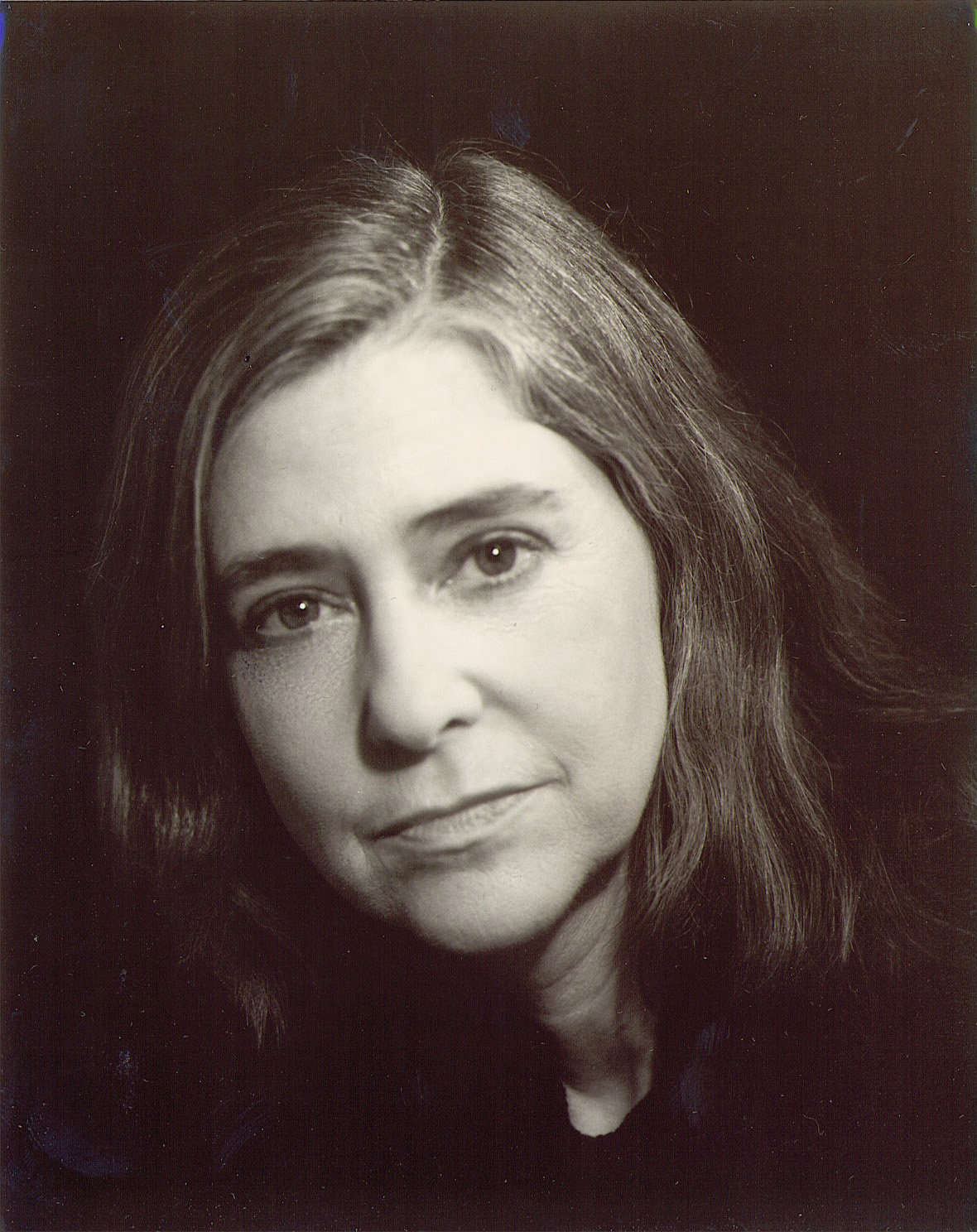
Margaret Hamilton, lauréate du prix Ada Lovelace en 1986.

- 1982 : Thelma Estrin[3]
- 1983 : Grace Hopper[4]
- 1984 : Ruth M. Davis[5]
- 1985 : Amy D. Wohl[6]
- 1986 : Margaret Hamilton[7]
- 1989 : Jean E. Sammet[8]
- 1995 : Anita Borg[9]
- 1997 : Betty Holberton[10]
- 1998 : Esther Dyson[11]
- 2000 : Adèle Mildred Koss[12]
- 2001 : Dorothy E. Denning (en)[13]
- 2002 : Frances Allen[14]
- 2003 : Carol Bartz[15]
- 2004 : Anita K. Jones (en)[16]
- 2005 : C. Dianne Martin[17]
- 2019 : Nashlie Sephus (en)[18],[19]